# Angelicats
As Angelicats (também conhecidas como Clubetes e Angels) eram as assistentes de palco da apresentadora Angélica nos programas infantis Clube da Criança, Casa da Angélica e Angel Mix. O título original era uma mistura do nome da apresentadora com a palavra "cats" ("gatas", em inglês). Do grupo, destacaram-se as atrizes Camila Pitanga, Giovanna Antonelli, Juliana Silveira, Joana Limaverde, Karine Carvalho e Mirella Tronkos, a apresentadora Geovanna Tominaga e a humorista Micheli Machado. Diferente das Paquitas, as Angelicats não gravaram músicas ou formaram um grupo musical, sendo apenas assistentes de palco.

## Histórico

### Clubetes (1987–1990)

#### Início da Carreira de Angélica e a Criação das "Clubetes"
Em 6 de abril de 1987, Angélica iniciou sua carreira na Rede Manchete com o programa Nave da Fantasia, no qual permaneceu por poucos meses. Ainda em 1987, Angélica também apresentou o programa de videoclipes musicais chamado Shock, que era exibido nas tardes de sábado da emissora, mas sua passagem pela atração também foi breve. Posteriormente, no dia 12 de outubro do mesmo ano, Angélica assumiu a apresentação do programa Clube da Criança. Foi a partir desse mesmo dia que Angélica começou a contar com o auxílio de um grupo de assistentes de palco, para ajudá-la a controlar o fluxo de crianças durante as gravações do programa Clube da Criança. Inicialmente, as cinco primeiras integrantes do grupo foram chamadas de "Clubetes", nome escolhido em referência ao título do programa Clube da Criança.

#### Primeiras Formações e Mudanças nas "Clubetes"
A princípio, o grupo era composto por Branca Ferreira, Cláudia, Elisângela, Jacqueline Dutra e Sabrina. Atualmente, o paradeiro de Cláudia, Elisângela e Sabrina é desconhecido. No programa, elas tinham como principais funções ajudar na organização das crianças no palco, animar a plateia, selecionar as crianças para participar das brincadeiras e auxiliar a apresentadora Angélica no que fosse necessário. No entanto, antes de integrarem o programa Clube da Criança como as "Clubetes", Branca Ferreira, Cláudia, Elisângela, Jacqueline Dutra e Sabrina faziam parte do programa Lupu Limpim Claplá Topô, apresentado por Lucinha Lins e Cláudio Tovar, onde eram conhecidas como "LupuLimpletes". Elas entraram para o programa Lupu Limpim Claplá Topô, quando ele passou por uma reformulação completa e ganhou um novo cenário. Com a inclusão de um auditório infantil, o programa passou a realizar brincadeiras no palco, como a "Cama de Gato", a "Corrida de Cavalinhos" e a "Língua do P". Este mesmo cenário seria posteriormente reutilizado no retorno do programa Clube da Criança, que seria apresentado por Angélica e por Ferrugem. Após a extinção do programa Lupu Limpim Claplá Topô, Branca Ferreira, Cláudia, Elisângela, Jacqueline Dutra e Sabrina foram transferidas para o programa Clube da Criança, apresentado por Angélica e por Ferrugem, tornando-se assim as cinco primeiras "Clubetes". Posteriormente, cerca de um mês depois Ferrugem deixa a atração e Angélica segue sozinha no comando do programa Clube da Criança.
Curiosamente, Branca Ferreira, Cláudia e Elisângela já haviam trabalhado com Angélica anteriormente, quando ela apresentava o programa Nave da Fantasia, e elas eram integrantes de um grupo de dança que realizava apresentações esporádicas no programa. Entretanto, a formação inicial das "Clubetes" permaneceu no programa Clube da Criança por apenas três meses, sendo substituído em janeiro de 1988, por um novo grupo composto por Adriane, Cynthia Maranhão, Fabiana Ferreira, Letícia e Vivien. Atualmente, Adriane, Letícia e Vivien, tem o paradeiro desconhecido. Posteriormente, meses depois, Camila Pitanga juntou-se ao grupo.
Em novembro de 1988, Adriane, Cynthia Maranhão, Fabiana Ferreira, Letícia, Vivien e Camila Pitanga deixaram o grupo. Elas foram substituídas por Gabriela Prado, Elaine Peneiras, Marcella Bordallo, Joana Limaverde e Rosi Medeiros no programa Clube da Criança especial de aniversário de quinze anos da apresentadora Angélica. No entanto, Fabiana Ferreira continuou exclusivamente como "Clubete" nos shows por mais dois anos. Em 1989, Rosi Medeiros deixou o grupo e foi substituída por Beth Mendes. No final de 1989, Joana Limaverde também saiu do grupo.

### Angelicats (1990–1991)

#### A Transição para "Angelicats" e o Maior Destaque
Em 1990, Amanda Pinheiro juntou-se ao grupo. No mesmo ano, o nome do grupo foi alterado para "Angelicats", uma combinação de "Angélica" com "cats" ("gatas" em inglês). Essa nomenclatura era um trocadilho e uma forma carinhosa de referir-se às assistentes como as "gatas" da apresentadora Angélica. Além da mudança de nome, as integrantes do grupo ganharam mais destaque no programa, passando a realizar as coreografias das músicas de Angélica e dos convidados, e a interagir com a apresentadora, que frequentemente as entrevistava sobre suas vidas para que o público as conhecesse melhor.
Ainda em 1990, as "Angelicats", Gabriela Prado, Elaine Peneiras, Marcella Bordallo, Beth Mendes e Amanda Pinheiro participaram do especial Criança 90 - O Futuro do Brasil. Este foi um show em formato de programa especial de Dia das Crianças apresentado por Angélica, que também contou com a participação de outros artistas.

### Angelicats e Angels (1991–1993)

#### Novas Mudanças e a Divisão em "Angelicats" e "Angels"
Em 1991, Marcella Bordallo saiu do grupo e, dias depois, Elaine Peneiras também saiu do grupo. Ainda em 1991, Mariana Nogueira e Giovanna Antonelli juntaram-se ao time no mesmo dia em que os "Angélicos" Fellipe Marques e Gabriel "Loiro" e o personagem "Ernesto, o Mal-Humorado", interpretado pelo multiartista Ernesto Vidigal, também conhecido como Netho Vidigal, também fizeram sua estreia no programa Clube da Criança. Com a entrada simultânea de Mariana Nogueira e Giovanna Antonelli, o grupo passou a ser dividido em três "Angelicats" e duas "Angels" ("anjos" em inglês). Mariana Nogueira entrou como "Angel Moleca", Giovanna Antonelli como "Angelicat", e Gabriela Prado foi promovida de "Angelicat" para "Angel Sapeca", enquanto Beth Mendes e Amanda Pinheiro permaneceram como "Angelicats".
No entanto, embora o grupo tenha se dividido em "Angelicats" e "Angels", o nome "Angelicats" continuou a ser a designação oficial para o grupo como um todo, considerando todas as cinco integrantes do grupo. No final de 1991, Giovanna Antonelli deixou o grupo.
Aliás, ainda no final de 1991, as "Angelicats", Beth Mendes e Amanda Pinheiro juntamente com as "Angels", Gabriela Prado (a "Angel Sapeca") e Mariana Nogueira (a "Angel Moleca") participaram do especial Criança Brasil, que foi um programa especial de Dia das Crianças apresentado por Angélica.

#### Reformulação e Diversificação do Grupo
Em 1992, a "Angel Sapeca" Gabriela Prado saiu do grupo. Logo em seguida, o programa Clube da Criança foi transferido para o período da manhã. Pouco tempo depois, Giovanna Antonelli retornou ao grupo, agora sendo promovida a "Angel Sapeca". Mais tarde, o programa Clube da Criança voltou para o período da tarde. Posteriormente, tanto a "Angelicat" Beth Mendes quanto a "Angel Sapeca" Giovanna Antonelli deixaram o grupo. Em seguida, as gravações do programa Clube da Criança, foram transferidas para São Paulo e, durante essa transição, Amanda Pinheiro foi promovida de "Angelicat" para "Angel Sapeca".
Ainda em 1992, o grupo "Angelicats" passou por uma nova reformulação. Contando com apenas as "Angels" Amanda Pinheiro (a "Angel Sapeca") e Mariana Nogueira (a "Angel Moleca"), a produção do programa buscou diversificar o grupo, refletindo na mistura de raças do Brasil. Então, um novo grupo de "Angelicats", foi escolhido, composto por Geovanna Tominaga (a "Angelicat Sansei"), Karine Carvalho (a "Angelicat Loira"), Tábita Keila Costa (a "Angelicat Negra") e Roberta Soares (a "Angelicat Ruiva"). 
Aliás, ainda em 1992, as "Angels" Amanda Pinheiro (a "Angel Sapeca") e Mariana Nogueira (a "Angel Moleca") juntamente com as "Angelicats" Geovanna Tominaga (a "Angelicat Sansei"), Karine Carvalho (a "Angelicat Loira"), Tábita Keila Costa (a "Angelicat Negra") e Roberta Soares (a "Angelicat Ruiva") participaram do especial Um Sorriso de Criança, que foi um programa especial de Dia das Crianças apresentado por Angélica. No final de 1992, Roberta Soares (a "Angelicat Ruiva") saiu do grupo e foi substituída por Silvia Burigo a nova "Angelicat Ruiva".

### Angelicats (1993–1995)

#### A Mudança para o SBT e Novas Transições
Em 1993, com a transferência de Angélica para o SBT para apresentar o programa Casa da Angélica, o grupo passou por uma reformulação completa. Mariana Nogueira foi a única integrante a permanecer e, a partir de então, passou a ser chamada agora de "Angelicat". Ainda em 1993, Geovanna Tominaga retornou ao grupo uma semana depois da estreia do programa Casa da Angélica. A partir de então, agora todas as integrantes do grupo passaram a ser chamadas de "Angelicats". No final de 1993, Juliana Silveira juntou-se ao grupo. Juliana Silveira, entrou para substituir Mariana Nogueira, que estava prestes a deixar o programa Casa da Angélica. Essa substituição já era visível durante a divulgação do sexto álbum de estúdio de Angélica, "Meu Jeito de Ser". Em diversos programas de televisão, era Juliana Silveira quem acompanhava Geovanna Tominaga nas apresentações, enquanto Mariana Nogueira participava apenas de algumas divulgações. Era comum ver Juliana e Geovanna juntas, mas também ocorriam apresentações com as três integrantes – Mariana Nogueira, Geovanna Tominaga e Juliana Silveira – e, mais raramente, apenas com Juliana Silveira e Mariana Nogueira. 
Em 1994, Mariana Nogueira saiu oficialmente do grupo. Após a sua saída e contando com apenas a "Sansei" Geovanna Tominaga e a "Loira" Juliana Silveira, a produção do programa buscou novamente diversificar o grupo, refletindo mais uma vez na mistura de raças do Brasil, então ainda em 1994, a "Negra" Micheli Machado passou a fazer parte do grupo. No entanto, embora já fosse oficialmente integrante do grupo, Micheli Machado ainda não participava de todos os shows realizados por Angélica pelo país, ela apenas participava de algumas apresentações. Sua participação integral nos shows de Angélica em todo o território nacional só começou a partir de 1995.

### Angels (1995–2000)

#### A Consolidação como "Angels" e a Mudança para a Rede Globo
Aliás também em 1995, o nome do grupo foi alterado novamente, permanecendo definitivamente como "Angels", devido à recusa da emissora em manter um título criado pela concorrência. Logo em seguida, a "Ruiva" Inaie Silva Nascimento foi selecionada como a nova integrante do grupo após vencer o concurso "Angel Ruiva". Ainda em 1995, Juliana Silveira deixou o grupo e o programa Casa da Angélica e foi transferida para o programa TV Animal esporadicamente para o programa Passa ou Repassa, ambos os programas também eram apresentados por Angélica. Em seguida, Mirella Tronkos, que havia concorrido a vaga de "Angel Ruiva" e que já estava frequentando os bastidores das gravações do programa como stand by, assumiu o seu lugar como "Angel Loira" no programa Casa da Angélica. No entanto, Juliana Silveira continuou exclusivamente como "Angel" nos shows e durante as apresentações em programas de televisão.
Em 1996, a "Angel Ruiva" Inaie Silva Nascimento deixou o grupo repentinamente após a transferência da apresentadora Angélica para a Rede Globo. Com a sua saída, Juliana Silveira retornou ao grupo, reassumindo o posto de "Angel Loira". Enquanto, Mirella Tronkos, que antes era a "Angel Loira", passou a ocupar o posto de "Angel Ruiva". Junto com Geovanna Tominaga, a "Angel Sansei", e Micheli Machado, a "Angel Negra", acompanharam Angélica na transição para a Rede Globo. Geovanna Tominaga e Micheli Machado mantiveram suas posições no grupo. Antes de estrearem oficialmente na Rede Globo, as "Angels", Geovanna Tominaga (a "Angel Sansei"), Juliana Silveira (a "Angel Loira"), Micheli Machado (a "Angel Negra") e Mirella Tronkos (a "Angel Ruiva"), participaram pela primeira e única vez do show Criança Esperança ao lado de Angélica no dia 13 de julho de 1996. O evento foi realizado ao vivo no Ginásio do Ibirapuera, em São Paulo. Ainda em 1996, o grupo "Angels", formado por Geovanna Tominaga (a "Angel Sansei"), Juliana Silveira (a "Angel Loira"), Micheli Machado (a "Angel Negra") e Mirella Tronkos (a "Angel Ruiva"), foi homenageado com a música "Meninas", presente no nono álbum de estúdio da apresentadora Angélica intitulado apenas de "Angélica".

#### O Fim do Grupo
Em 1998, Juliana Silveira deixou o grupo para seguir carreira de atriz. No final de 1998, Geovanna Tominaga também deixou o grupo. No entanto, Geovanna Tominaga continuou no programa Angel Mix e, passou a integrar o corpo de baile do programa com a estreia da nova fase do Angel Mix, denominada Angel Mix Banda.
Em 1999, as "Angels", Micheli Machado e Mirella Tronkos, fizeram uma participação especial no filme Zoando na TV, onde atuaram como dançarinas nos créditos iniciais do filme estrelado por Angélica. Ainda em 1999, as "Angels", Micheli Machado e Mirella Tronkos saíram do grupo, algumas semanas depois da estreia da nova fase do programa Angel Mix, denominada Angel Mix Games.
Em 2000, na última fase do programa Angel Mix, denominada Angel Mix Família o grupo teve como última integrante Nathália Marbá a sobrinha e afilhada da apresentadora Angélica, que permaneceu no cargo por apenas três meses, entre 20 de março a 30 de junho de 2000, quando o grupo foi oficialmente extinto junto com o fim do programa Angel Mix.

## Anjinhos e Mini-Angels
As Anjinhos e as Mini-Angels eram as versões mirins das assistentes de palco da apresentadora Angélica nos programas infantis Casa da Angélica e Angel Mix.

### Anjinhos (1993–1994)

#### Aline Menezes e Camila Ezaki como "Anjinhos" na Casa da Angélica
Em 1993, com a estreia do programa Casa da Angélica, Aline Menezes e Camila Ezaki assumiram o cargo de "Anjinhos", nome dado pelo fato delas terem oito e dez anos, sendo que elas eram uma espécie de protetoras e estagiárias do programa, aprendendo com os integrantes mais velhos da "Turma Angelical" como funcionava a dinâmica e como era a rotina do trabalho em um programa de televisão. Aline Menezes e Camila Ezaki permaneceram como "Anjinhos" no programa Casa da Angélica, até o início de 1994, quando o cargo foi oficialmente extinto.

### Balé Mirim (1998)

#### Reativação do Cargo como "Balé Mirim" no Angel Mix Praia
Em 1998, com a estreia da nova fase do programa Angel Mix denominada Angel Mix Praia, o cargo voltou a ser reativado agora rebatizado como "Balé Mirim" e formado inicialmente pelas garotas, Cintia Maria, Fernanda Marques, Juliana Teixeira, Luana Santos, Luísa Pinheiro, Mayla Martins e Patrícia Freire e pelos garotos, Cristiano Joaquim e José Rafael. Também em 1998, os garotos, Cristiano Joaquim e José Rafael saíram do "Balé Mirim" e foram trocados e substituídos pelas garotas, Anne Caroline e Julie França.

### Mini-Angels (1998–1999)

#### Transformação em "Mini-Angels" e Mudanças na Formação
Ainda em 1998, com a entrada das novas integrantes Anne Caroline e Julie França, o nome do grupo foi alterado para "Mini-Angels", porque agora todas as integrantes do grupo eram meninas e elas tinham entre sete e dez anos e porque as "Mini-Angels", seriam uma espécie de substitutas das quatro "Angels" maiores.
No final de 1998, as "Mini-Angels", Cintia Maria, Fernanda Marques, Juliana Teixeira, Luana Santos, Luísa Pinheiro, Mayla Martins, Patrícia Freire, Anne Caroline e Julie França foram todas transferidas para a parte infantil do programa Angel Mix, onde elas participavam de esquetes e musicais ao lado da apresentadora Angélica.
Aliás, ainda no final de 1998, as "Mini-Angels" Cintia Maria, Fernanda Marques, Juliana Teixeira, Luana Santos, Luísa Pinheiro, Mayla Martins, Patrícia Freire, Anne Caroline e Julie França participaram do especial Leitura nas Férias. Essa campanha, em formato de show apresentado por Angélica, abordava a importância da leitura para o aprendizado infantil e incentivava a prática durante as férias escolares, com o objetivo de promover a arrecadação de livros infantojuvenis.

#### Transferências e Extinção do Grupo
Em 1999, as "Mini-Angels", Juliana Teixeira, Luana Santos, Patrícia Freire e Anne Caroline foram transferidas para o Angel Mix Games, na época em que a apresentadora Angélica passou a entrar e sair de cena através de uma letra "A" gigante, que foi adicionada ao cenário do programa. Enquanto as "Mini-Angels", Cintia Maria, Fernanda Marques, Luísa Pinheiro, Mayla Martins e Julie França continuaram na parte infantil do programa Angel Mix.
Ainda em 1999, as "Mini-Angels", Luísa Pinheiro, Mayla Martins e Julie França saíram do grupo após a extinção da parte infantil do programa Angel Mix. Nessa mesma época, o Angel Mix Games também acabou sendo extinto.
Aliás, ainda em 1999, as "Mini-Angels" remanescentes – Cintia Maria, Fernanda Marques, Juliana Teixeira, Luana Santos, Patrícia Freire e Anne Caroline – continuaram no programa Angel Mix e passaram a integrar a nova fase do programa, denominada Angel Mix Férias.
Pouco tempo depois, o Angel Mix Férias foi extinto. No entanto, as "Mini-Angels" remanescentes – Cintia Maria, Fernanda Marques, Juliana Teixeira, Luana Santos, Patrícia Freire e Anne Caroline – permaneceram no programa Angel Mix até o final de 1999, quando o grupo foi oficialmente extinto.

## Angélicos
Os Angélicos eram os assistentes de palco masculinos da apresentadora Angélica nos programas infantis Clube da Criança, Casa da Angélica e Angel Mix.
Entre 1990 e 1993, os Angélicos passaram a se apresentar como um grupo musical e gravaram cinco músicas, apesar de não terem lançado oficialmente nenhum álbum completo.

### Angélicos (1989–2000)

#### A Formação Inicial dos "Angélicos" na Rede Manchete
Em 1989, Paulo Newton, produtor dos programas de Angélica , decidiu criar um grupo de assistentes de palco masculinos para a apresentadora no programa Clube da Criança, da Rede Manchete. A primeira formação do grupo, batizado de "Angélicos", foi composta por Samuel Gaeta, Marcus Serruya e Eduardo Júnior. Ainda em 1989, Márcio Vieira entrou para o grupo. Pouco tempo depois, Eduardo Júnior saiu do grupo e foi substituído por Daniel Dellias. Em seguida, Marcus Serruya também saiu do grupo, e logo depois, Gabriel Jacques entrou em seu lugar.
Em 1990, os "Angélicos", Samuel Gaeta, Márcio Vieira, Daniel Dellias e Gabriel Jacques participaram do especial Criança 90 - O Futuro do Brasil. Este foi um show em formato de programa especial de Dia das Crianças apresentado por Angélica, que também contou com a participação de outros artistas.

#### Mudanças na Composição do Grupo
Em 1991, Gabriel Jacques deixou o grupo. Em seguida, Fellipe Marques e Gabriel "Loiro" entraram para substituí-lo. Eles entraram para o grupo no mesmo dia em que a "Angel Moleca" Mariana Nogueira, a "Angelicat" Giovanna Antonelli e o personagem "Ernesto, o Mal-Humorado", interpretado pelo multiartista Ernesto Vidigal, também conhecido como Netho Vidigal, também fizeram sua estreia no programa Clube da Criança. No entanto, alguns meses depois, Gabriel "Loiro" saiu do grupo e foi substituído por Edison Carlos Júnior. Posteriormente, Márcio Vieira também saiu do grupo. No entanto, ele permaneceu se apresentando como "Angélico" nos shows por mais alguns meses.
No final de 1991, os "Angélicos", Samuel Gaeta, Daniel Dellias, Fellipe Marques e Edison Carlos Júnior participaram do especial Criança Brasil, que foi um programa especial de Dia das Crianças apresentado por Angélica.
Em 1992, Fellipe Marques saiu do grupo. Em seguida, Gabriel Jacques retornou ao grupo. No entanto, meses antes, ele já tinha voltado a se apresentar como "Angélico", mas apenas durante os shows. Posteriormente, Daniel Dellias deixou o grupo. Em seguida, Leonardo Ribeiro juntou-se ao grupo. Ele havia vencido um concurso que escolheria dois novos "Angélicos", porém, dos dois ganhadores, apenas Leonardo Ribeiro assumiu oficialmente o posto de "Angélico". Ainda em 1992, Mateus Rocha entrou para o grupo no mesmo dia em que o programa Clube da Criança mudou seu horário para o período da manhã. Logo depois, o programa Clube da Criança voltou a ser exibido no período da tarde. Posteriormente, Leonardo Ribeiro deixou o grupo quando as gravações do Clube da Criança foram transferidas para São Paulo, sendo que logo em seguida, durante essa transição, Daniel Dellias retornou ao grupo.
No final de 1992, os "Angélicos" Samuel Gaeta, Edison Carlos Júnior, Gabriel Jacques, Mateus Rocha e Daniel Dellias participaram do especial Um Sorriso de Criança, que foi um programa especial de Dia das Crianças apresentado por Angélica.

#### Transição para o SBT e Novas Saídas
Em 1993, Angélica deixou a Rede Manchete e assinou contrato com o SBT, onde passou a apresentar o programa Casa da Angélica. Ainda em 1993, Edison Carlos Júnior acabou saindo do grupo de maneira repentina e inesperada durante as gravações dos pilotos do programa Casa da Angélica. No final de 1993, Mateus Rocha também acabou saindo do grupo da mesma maneira repentina e inesperada.
Em 1994, foi a vez de Samuel Gaeta também sair do grupo da mesma maneira igualmente repentina e inesperada. Em seguida, Gustavo Long entrou para o grupo, porém, a sua passagem pelo grupo foi breve, ele acabou saindo repentinamente do grupo após participar por apenas dois meses do programa Casa da Angélica. Ainda em 1994, Gabriel Jacques saiu do grupo durante o processo de seleção para a escolha de novos "Angélicos". Logo em seguida, Sérgio Vieira, Rodrigo Thomaz e Caio Bonafé entraram para o grupo após vencerem essa mesma seleção.
No entanto, embora já fossem oficialmente integrantes do grupo, Sérgio Vieira e Rodrigo Thomaz eram "Angélicos", apenas durante o programa Casa da Angélica. Eles não acompanhavam a apresentadora Angélica em seus shows realizados pelo país, com duas exceções notáveis: em outubro de 1994, eles participaram dos shows da Semana da Criança no Playcenter e, na semana seguinte, eles atuaram em um evento fechado para os funcionários da Sabesp. Ambos os eventos contaram com a presença de todos os integrantes da "Turma Angelical" da época.
Em 1995, Daniel Dellias deixou o grupo. Ainda em 1995, Caio Bonafé também saiu do grupo porém foi transferido para o programa Passa ou Repassa, que também era apresentado por Angélica, onde ele passou a integrar o grupo "Anjos Rebeldes".

#### A Fase "Angel Mix" na Rede Globo e o Fim do Grupo
Em 1996, Rodrigo Thomaz deixou o grupo. Semanas depois, Sérgio Vieira também deixou o grupo. Em seguida, o programa Casa da Angélica foi extinto. Logo depois, Angélica transferiu-se para a Rede Globo, onde começou a apresentar o programa Angel Mix. Ainda em 1996, Eduardo e Gabriel entraram para o grupo durante as gravações dos pilotos do programa Angel Mix, porém a passagem de ambos pelo programa foi breve. Três semanas depois da estreia do Angel Mix, eles foram substituídos por Carlos Manuel do Vale e Caio "Moreno". No entanto, Carlos Manuel do Vale já havia trabalhado anteriormente com Angélica quando ela apresentava o programa Passa ou Repassa, e ele fazia parte do grupo "Anjos Rebeldes". Aliás, ainda em 1996, após algumas semanas no programa Angel Mix, Caio "Moreno" deixou o grupo e foi substituído por Caio Bonafé, que retornou ao grupo, logo após ele sair do programa Passa ou Repassa e do grupo "Anjos Rebeldes".
Em 1997, Carlos Manuel do Vale deixou o grupo no final desse mesmo ano. Em 1998, Daniel Florenzano juntou-se ao grupo na estreia da nova fase do programa Angel Mix, denominada Angel Mix Praia. Ainda em 1998, Caio Bonafé deixou o grupo e foi substituído por Sylvio Carvalho, que já participava do programa Angel Mix, como um dos surfistas da Angélica.
Em 1999, Daniel Florenzano e Sylvio Carvalho saíram do grupo com fim da fase do programa Angel Mix, denominada Angel Mix Games. Em 2000, na última fase do programa Angel Mix, denominada Angel Mix Família o grupo teve como último integrante Sandro Cristiano que permaneceu no cargo por apenas três meses, entre 20 de março a 30 de junho de 2000, quando o grupo foi oficialmente extinto junto com o fim do programa Angel Mix.

### Carreira musical

#### Início da Carreira Musical
Em 1990, os "Angélicos", Samuel Gaeta, Márcio Vieira, Daniel Dellias e Gabriel Jacques iniciaram sua trajetória como um grupo musical. A primeira música que gravaram, intitulada "Manchinha" (uma homenagem à Angélica), foi apresentada pela primeira vez no programa Clube da Criança, durante o especial de aniversário de dezessete anos de Angélica.

#### Gravações e Apresentações Diversas
Em 1991, os "Angélicos", Samuel Gaeta, Márcio Vieira, Daniel Dellias e Gabriel Jacques gravaram a música "Sonhos e Desejos". Apesar de ter participado da gravação, Gabriel Jacques nunca apresentou a canção no programa Clube da Criança. Por outro lado, Fellipe Marques e Gabriel "Loiro", que não participaram da gravação, apresentaram "Sonhos e Desejos" no Clube da Criança.
Ainda em 1991, os "Angélicos" Samuel Gaeta, Márcio Vieira, Daniel Dellias e Fellipe Marques participaram do quarto álbum de estúdio de Angélica, cantando a música "Os Números" com ela. Aliás, Márcio Vieira, que cantou na gravação, nunca apresentou a música no programa Clube da Criança. Já Gabriel Jacques, Edison Carlos Júnior e Mateus Rocha, que não participaram da gravação, apresentaram "Os Números" com Angélica no programa Clube da Criança.
No final de 1991, os "Angélicos", Samuel Gaeta, Daniel Dellias, Fellipe Marques e Edison Carlos Júnior gravaram a música "Ecologia". Contudo, em 1992, na apresentação da canção no especial Um Sorriso de Criança, programa especial de Dia das Crianças apresentado por Angélica, contou com a participação dos "Angélicos" Gabriel Jacques e Mateus Rocha, que não participaram da gravação original.

#### Última Música do Grupo
Em 1992, os "Angélicos", Samuel Gaeta, Daniel Dellias, Gabriel Jacques, Edison Carlos Júnior e Mateus Rocha gravaram a última música do grupo intitulada "Super Poder", a canção era uma regravação do cantor e produtor musical Lauro Salazar e foi apresentada pela primeira vez no programa Clube da Criança, especial de aniversário de dezenove anos de Angélica.

#### Fim da Carreira Musical
Em 1993, após a transferência de Angélica para o SBT para apresentar o programa Casa da Angélica e com a saída repentina e inesperada de Edison Carlos Júnior do grupo durante as gravações dos pilotos desse mesmo programa, os "Angélicos" remanescentes – Samuel Gaeta, Daniel Dellias, Gabriel Jacques e Mateus Rocha – deixaram de se apresentar definitivamente como um grupo musical e voltaram a ser novamente apenas assistentes de palco da apresentadora Angélica no programa Casa da Angélica.

## Ernesto, o Mal-Humorado e Angel Travesso
Ernesto, o Mal-Humorado e Angel Travesso eram os assistentes de palco da apresentadora Angélica no programa infantil Clube da Criança.
Ambos os personagens eram interpretados pelo multiartista Ernesto Vidigal também conhecido como Netho Vidigal.

### Histórico
Em 1991, Ernesto Vidigal entrou para o programa Clube da Criança, como o personagem "Ernesto, o Mal-Humorado". Ernesto Vidigal, entrou para o programa no mesmo dia que a "Angel Moleca" Mariana Nogueira, a "Angelicat" Giovanna Antonelli e os "Angélicos" Fellipe Marques e Gabriel "Loiro", também fizeram sua estreia no programa Clube da Criança.
Em 1992, quando o programa Clube da Criança, foi transferido para o período da manhã, Ernesto Vidigal se tornou o "Angel Travesso" e formou dupla com a "Angel Moleca" Mariana Nogueira. Posteriormente, Giovanna Antonelli retornou ao Clube da Criança como a "Angel Sapeca", formando agora um trio. Logo em seguida, o programa Clube da Criança retornou para o período da tarde, e posteriormente Ernesto Vidigal deixou o programa quando as gravações do Clube da Criança, foram transferidas para São Paulo.
Em 1994, na nova fase do programa Casa da Angélica, Ernesto Vidigal voltou a trabalhar ao lado da apresentadora Angélica. Nessa época, seu personagem não tinha um nome específico. Ele permaneceu no programa Casa da Angélica até o início de 1995.